# خرائط العشاق المفقودين (رواية)
خرائط العشاق المفقودين Maps for Lost Lovers هي رواية للكاتب البريطاني الباكستاني نديم أسلم.   نشرت لأول مرة من قبل فابر آند فابر في عام 2004. 

## القصة
تدور الأحداث حول مقتل زوجين عاشقين. لكن الرواية في الواقع هي تشريح دقيق لمجتمعات المهاجرين الباكستانيين من الطبقة العاملة التي استقرت في شمال إنجلترا على مدار الأربعين عامًا الماضية. أمضى أسلم 11 عامًا في كتابة هذه الرواية. وقال في حوار أن الفصل الأول وحده استغرق 6 سنوات لإكماله. لقيت الرواية استحسانًا واسعًا عند نشرها، حيث أشار النقاد مرارًا وتكرارًا إلى جودة نثرها وشخصياتها الرائعة وفضحها لتجربة المهاجرين المعذبين. 